# Silvestre Revueltas
Silvestre Revueltas Sánchez (Santiago Papasquiaro, 31 de diciembre de 1899-Ciudad de México, 5 de octubre de 1940) fue un compositor mexicano modernista de música sinfónica de la primera mitad del siglo XX, violinista y director de orquesta. Es considerado como uno de los compositores más influyentes de México, por el alcance y originalidad de su música de cámara y de ciertas obras que se han vuelto una parte muy importante del repertorio orquestal. Estas obras, notablemente Sensemayá, son frecuentemente interpretadas, sobre todo en Latinoamérica.

## Generalidades
La música de Revueltas ha despertado el interés musicológico internacional, fenómeno que no se observó hasta 50 años después de su muerte. Las diferentes investigaciones están perfilando a un compositor cuya importancia lo coloca dentro de los creadores más originales de la música del siglo XX. Incluso Peter Garland, uno de sus principales estudiosos, lo considera el mejor compositor surgido en Latinoamérica.
Sea como fuere, su breve catálogo de obras es suficiente para considerar a un autor de dimensiones universales que no necesita la cantidad para sobreponerse a sus contemporáneos. Los estudios muestran a un autor que no coincide con la estética del nacionalismo mexicano, como fue durante largo tiempo encasillado, sino que está en contacto con las últimas vanguardias de su tiempo en lo que Yolanda Moreno Rivas considera un estilo altamente informado y que trascendió al mismo nacionalismo.
Ya para finales del siglo XX e inicios del presente, compositores y teóricos con formación en análisis pos-tonal han emprendido la labor del estudio y contextualización de la obra de Revueltas. Se espera así lograr un  desprendimiento definitivo de  la mera descripción alusiva de los musicólogos nacionales como Moreno Rivas y Contreras Soto, para llevar a entornos académicos más sólidos y rigurosos a la obra del duranguense. Entre estos estudiosos se encuentran en la Universidad Juárez de Durango a Arnoldo Vázquez y Humberto Robles. En la Universidad de Guadalajara está Roberto Barnard Baca.[cita requerida]
En 1943, tres años después de la muerte del autor, su hermana Rosaura Revueltas adquirió los derechos de todos los manuscritos de Revueltas que permanecían sin publicar debido a que el compositor prácticamente no publicó ninguna obra en vida. Rosaura relata la enorme y difícil tarea de publicación y difusión que personalmente, y sin ninguna ayuda, realizó para la publicación en los Estados Unidos de las obras de Revueltas, que había muerto en la pobreza y el olvido a los 40 años de edad.
El rechazo de su obra durante largo tiempo y el poco reconocimiento generalizado se debió en gran medida a sus filiaciones izquierdistas y tendencias socialistas a las que Revueltas siempre fue fiel.
La compleja situación en la publicación de sus obras ha provocado que su música no sea de dominio público hasta después del año 2020. En 1998 apareció la primera publicación del catálogo completo de las obras de Revueltas, sin embargo algunas de sus obras siguen todavía sin editar. Cada vez se realizan mundialmente más grabaciones de la música de Revueltas, pero se sigue a la espera de la biografía definitiva que, a los 70 años después de su muerte, todavía no ha aparecido.

## Biografía

### Infancia. Estudios. Primeras influencias
Silvestre Revueltas fue el hermano mayor de una gran familia de artistas, la mayoría de los cuales llegaron a ser personajes importantes de la vida cultural mexicana, como
- Fermín Revueltas (1902-1935), pintor y muralista.
- Consuelo Revueltas (1909-1990), pintora naif.
- Rosaura Revueltas (1910-1996), actriz y escritora.
- José Revueltas (1914-1976), escritor, guionista y activista político,[5]
- Agustín Revueltas (1920-1996), artista y empresario.[6]

Revueltas destacó en su infancia por ser un prodigio del violín. Silvestre obtuvo su primer violín cuando tenía siete años, y llegó a tocar su primer recital en 1911. Su padre lo mandó a la Ciudad de México para estudiar el instrumento, y posteriormente ingresar en el Conservatorio Nacional de Música. Estudió violín con José Rocabruna y composición con Rafael Tello. Sin embargo Revueltas nunca se sintió satisfecho con la formación recibida. Aunque Revueltas estudió en la capital durante los años de la Revolución mexicana, la Ciudad de México gozaba de cierta calma y tranquilidad, al contrario de otras ciudades, y se desarrollaba con toda normalidad la vida cultural. Sus primeros trabajos de composición datan de 1915. Al mismo tiempo buscaba ganarse la vida tocando en cines y orquestas.
Su padre decide en 1917 enviar a Fermín y a Silvestre a un colegio de la Congregación de Holy Cross en la ciudad estadounidense de Austin (estado de Texas), el St. Edward´s College, cuando Silvestre contaba con diecisiete años. En la escuela de St. Edwards se recuerda a Revueltas como un músico especialmente dotado y que ofrecía recitales, aunque era de carácter independiente y no aceptaba toda la instrucción recibida. En ese ambiente Silvestre descubre la música de Claude Debussy. En una carta Revueltas relata que inconscientemente se acercó al estilo de Debussy, creyendo que no existía aún semejante música, cuando uno de sus profesores le menciona que el estilo de sus primeras composiciones era muy debussiano. Una de sus primeras piezas, Margarita para piano, demuestra un uso altamente imaginativo de la armonía con texturas impresionistas, así como un especial sentido melódico.
El talento de los hermanos Revueltas fue reconocido de inmediato, por lo que se les envió a la ciudad cultural y musical de la época en Estados Unidos, que era Chicago (estado de Illinois) en 1919. Silveste ingresó en el Chicago Musical College. Tuvo como maestros a Félix Borowski y en el violín a Leon Sametini. En junio de 1919, Revueltas obtuvo el diploma en violín, armonía y composición y en julio de 1920 los hermanos regresaron a México. Sin embargo Silvestre y su hermano habían empezado a abusar en el consumo del alcohol, vicio que ya nunca abandonaría a ninguno de los dos, y que preocupaba bastante a su familia. También en esa ciudad estuvieron relacionados con movimientos de izquierda por primera vez ya que Chicago, al ser una ciudad obrera, tuvo importantes movimientos en esta época. Por otro lado, Silvestre se casó con la cantante estadounidense Jule Klarecy con quien tuvo una hija, Carmen Revueltas Klarecy ―más tarde llamada Carmen Montoya y Carmen Peers― (1922-1995), que fue bailarina de ballet y de flamenco. En 1922, Silvestre Revueltas regresó a Chicago y tuvo como maestros a importantes renovadores de la técnica violinística, como el violinista checo Otakar Sevcik.
En 1923 murió su padre, situación que lo obligó a regresar a México. Esto afectó considerablemente a su situación económica, por lo que se vio obligado a dar recitales como única manera de sustento. Por esa época México estaba emprendiendo un gran proyecto cultural y educativo de la mano de José Vasconcelos, secretario de Cultura con el presidente Obregón.  Revueltas comenzó a abrirse paso en el ambiente cultural de México y a relacionarse con figuras destacadas de todo el ámbito del arte. En el verano de 1924 conoció al compositor Carlos Chávez, que acababa de llegar de Estados Unidos. Revueltas regresó a Chicago en ese mismo año por haber dejado trabajos pendientes en la ciudad.
Eduardo Contreras Soto menciona que en 1925, Revueltas escribió una carta a Carlos Chávez mencionando que estaba estudiando una suite española de Manuel de Falla y el concierto gregoriano de Ottorino Respighi. El 26 de abril de 1925, Revueltas regresó a México para realizar un recital en el Anfiteatro Simón Bolívar, donde Chávez estaba presentando música contemporánea al público mexicano. Revueltas dejó Chicago para siempre. Contreras Soto afirma que por esta época Chávez y Revueltas estaban planeando el futuro musical de México, soñando con una orquesta sinfónica para cambiar la percepción del conformista público mexicano. El 18 de diciembre de 1925 se inició en el Anfiteatro Simón Bolívar el segundo ciclo de música nueva y Revueltas tocó el primer violín. Posteriormente vinieron varias giras por la República, en las que Revueltas conocería repertorio nuevo. Sin embargo, Revueltas no se sentía satisfecho con el ambiente musical de México y regresó a Estados Unidos.
Entre 1926 y 1928, Revueltas residió en las ciudades de San Antonio (estado de Texas), y Mobile (estado de Alabama). En San Antonio tocó en un trío y se integró en la orquesta del Cine Azteca en el centro de esa ciudad. Daba constantes recitales y según informes llegó a tocar un violín Guarnerius de 1684. En 1926, debido a una reprimenda por abuso del alcohol, se mudó a trabajar al teatro Texas. En ese año se separó de Jule Klarecy y se casó con Aurora viuda de Munguía, con quien nunca tuvo hijos.
La ciudad de San Antonio (estado de Texas) presentaba una extraña mezcla musical debido a la inmigración mexicana y a su relación con la música latinoamericana. La situación económica de Revueltas en la ciudad no fue muy buena. En una carta menciona que estaba intentando organizar una pequeña orquesta, pero no se sabe con qué resultado. En 1926 estuvo al frente de una orquesta teatral.
Ese año, 1926, marca el nacimiento espontáneo del Revueltas compositor, al escribir la primera obra importante de su catálogo Batik para pequeña orquesta. Los musicólogos han reiterado las virtudes de Batik. La obra es una extraña mezcla del estilo impresionista debussiano con el expresionismo de Arnold Schönberg. La originalidad de la pieza y la extraordinaria habilidad para generar proporciones concisas y compactas mostraron a un autor de excepcionales características.
En 1928, se muda a Mobile (Alabama), y toca en la orquesta del teatro Saenger donde estudiaba partituras con la ayuda de una victrola.
Al poco tiempo de regresar a San Antonio (Texas) fue herido con un cuchillo en el rostro y el cuello por un atacante desconocido.

### 1929. Invitación de Carlos Chávez a la Orquesta Sinfónica de México
Carlos Chávez había fundado en 1928, junto con un sindicato de músicos, la Orquesta Sinfónica de México (OSM). Chávez se propuso reunir a un grupo de personas de talento para conseguir el buen funcionamiento de su proyecto. No dudó en invitar a Revueltas, que se encontraba en Chicago en un estancamiento profesional. Revueltas aceptó. El cargo era de director asistente de la orquesta, encargado de seleccionar las obras a interpretarse. Este acontecimiento representó la inclusión de Revueltas en el desarrollo cultural de México. La orquesta dio a conocer las obras de los dos compositores al público mexicano, que las escuchaba recién creadas y que quedaba atónito ante las avanzadas vanguardias de ambos. Las obras contemporáneas eran interpretadas para el conocimiento del público. La orquesta propició la creación de música orquestal, no solamente de Revueltas sino también de los demás compositores, convirtiéndose así en el género más abordado por los compositores mexicanos de la época. Sin embargo, aunque Chávez constantemente lo alentaba a componer, Revueltas desdeñaba su propia capacidad de compositor y dudaba de presentar sus obras al público. Según Contreras Soto, sus ingresos no eran elevados y la crisis con el alcoholismo comenzaba a agravarse.
Simultáneamente, Chávez ― «El músico de hierro», como lo consideraba Revueltas― le invitó a tomar la cátedra de violín en el Conservatorio Nacional de Música y a dirigir la orquesta infantil del mismo. Revueltas sentía la necesidad de un cambio total en la enseñanza musical en México, por considerarla anticuada y estancada. Comentó así su participación con sus colegas compositores:

Fuimos un grupo reducido, con un mismo impulso y con buena energía destructora... Nuestro ímpetu nuevo y alegre luchó con la apatía ancestral y la oscuridad cavernosa de los músicos académicos. Bañó, limpió, barrió el viejo Conservatorio, que se desmoronaba de tradición, polilla y gloriosa tristeza.

### 1930-1933. «Cuauhnáhuac», «Esquinas», «Ventanas»
El inicio de Revueltas en la composición fue tardío. No comenzó seriamente a componer hasta 1929. De hecho su obra abarca sólo 10 años, de 1930 a 1940.
Una gran cantidad de obras de Revueltas incluyen distintas versiones, como los dos primeros poemas sinfónicos de la trilogía Cuauhnáhuac, Esquinas y Ventanas, citados por orden cronológico. Otras obras fueron arregladas y reconstruidas por distintos autores después de la muerte del compositor. Revueltas realizó dos versiones de Cuauhnáhuac, la primera en 1930 para orquesta de cuerdas y la segunda más conocida para orquesta sinfónica en 1932. Cuauhnáhuac es la primera obra importante de Revueltas. Es la única obra del compositor con título indigenista y la que mayor relación tiene con la estética de Carlos Chávez, aunque al mismo tiempo representa su ruptura con él. La obra no se centra en citar patrones folklóricos y desarrollarlos a la manera académica como lo hicieron los nacionalistas, sino que Revueltas captura una esencia, en este caso de tipo folklórica, de manera lírica y épica por medio de la imaginación formal. Esquinas es una de las obras de Revueltas que últimamente ha despertado mayor interés musicológico. La obra fue grabada por primera vez recién en el año 2007, más de 70 años después de haber sido compuesta. No está publicada y se conserva solamente en la versión del copista. Esquinas expresa la música de la calle, de los personajes vagabundos o el personaje anónimo de la calle, y los pregones que se escuchan en mercados y calles, los ruidos de la ciudad, en una serie de piezas orquestales encadenadas.
En el momento de su estreno, el público opinó que «México no es tan feo». En relación con Esquinas, Carlos Chávez mencionó en un artículo: «Este es el artista que necesitamos». En Esquinas, Revueltas hace empleo de dislocaciones del ritmo y tratamiento de melodías por medio de la polirritmia y la politonalidad con toda soltura y naturalidad.
En 1930 se casó con Ángela Acevedo, con quien tuvo tres hijas, de las que sobrevive solo una, la escritora Eugenia Revueltas Acevedo (n. 1934). Por esta época entabló amistad por medio de Carlos Chávez con Aaron Copland, quien desde el principio admiró el genio de Revueltas y escribió varios artículos sobre su música, promoviéndolo en los programas de conciertos.
Revueltas no tenía mucho agrado por el cargo de director interino del Conservatorio y por lo que parece, no simpatizaba mucho con el medio musical mexicano en el que se movía, ya que estaba muy politizado. El 30 de abril de 1933 renunció a su cargo. De acuerdo a Contreras Soto, Revueltas siempre huyó de las acciones de autoridad y poder político, definiéndose él mismo como un trabajador del arte. Desconfiaba del medio musical mexicano y generalmente se mostraba pesimista en relación con el desarrollo cultural de México, un hecho sorprendente ya que el país se encontraba en esos años en su cúspide cultural. Así afirmó en 1932:

¿Por qué un artista, un creador ha de sufrir hambres y miserias? Aquí descansa, entre nosotros, el secreto del fracaso de la cultura de México como pueblo. Somos un país de descamisados y de zánganos. Se desprecia al músico, al pintor, al poeta, por considerarlos como a los bufones que cabriolean en los banquetes de los burócratas. Pero es que se les hace bufones por la fuerza del hambre.

Aunque muchos nos rebelemos, la rebeldía es la soledad, la soledad infecunda, el abandono, la miseria.
Silvestre Revueltas

En una entrevista realizada en 1936, y que ha sido poco difundida, Revueltas comenta acerca del ambiente musical en México:

Existe un ambiente musical artificioso, falso. Los músicos honrados tratan de hacerlo verdadero. La crítica musical y parte del público influenciado por ésta la falsean, los primeros por ignorancia y los segundos por esnobismo.
Silvestre Revueltas

En la misma ocasión comenta la situación de los estudiantes de música de México. Sorprende ver que la situación no ha cambiado nada desde ese entonces:

La vida musical y material del estudiante de música en México es precaria, difícil. No hay suficiente estímulo artístico ni económico: pierde los mejores años de su vida estudiantil por carecer de una educación sana y educada. Nada extraña pues, que el estudiante de música no se interese por su profesión.
Silvestre Revueltas

Pero señala a los críticos como parte del deficiente desarrollo musical:

La crítica musical en México se destaca por su ignorancia, por su mala fe, y por su decidido empeño en desorientar al público de los conciertos. Una o dos excepciones quizá entre estos malabaristas de la emoción musical.
Silvestre Revueltas

### 1935. Ruptura con Carlos Chávez. «Redes»
La veloz carrera musical de Revueltas era imparable. La rápida sucesión de obras, entre ellas Janitzio, Danza geométrica, Ventanas y sobre todo la partitura para cine Redes, estaban convirtiendo al autor en la figura definitiva de la música mexicana. Históricamente se ha afirmado que «fue demasiado» para la música mexicana de la época. La música de Revueltas estaba rebasando rápidamente a la de Carlos Chávez, y los seguidores de los dos autores se empezaron a polarizar formando grupos antagónicos: los «revueltistas» y los «chavistas».
Redes fue la primera obra que dio fama internacional a Revueltas. Incluso durante su viaje a España en barco ya se sabía que viajaba a bordo el compositor de Redes. Mientras los compositores nacionalistas mexicanos se estaban preocupando apenas por el cómo, Revueltas producía obras con extraordinaria rapidez, que de acuerdo a Copland recordaba la velocidad de componer de Franz Schubert. Originariamente la película llevaba el nombre de Pescados y fue un proyecto en forma de documental sobre los pescadores de la localidad de Alvarado (en el estado de Veracruz) entre el fotógrafo estadounidense Paul Strand y Carlos Chávez. Por razones administrativas Chávez abandonó el proyecto, y con el tiempo recayó el encargo en Revueltas. La cinta no se terminó hasta finales de 1935. Revueltas concluyó la partitura mucho antes de que finalizara la filmación de la película. Cabe destacar que 1935 fue el año menos productivo de Revueltas. La película nunca tuvo éxito, pero la música de Revueltas trascendió completamente al proyecto convirtiéndose en una de las partituras fílmicas más extraordinarias del cine sonoro. Redes convirtió a Revueltas en uno de los primeros compositores para música de cine sonoro junto con Serguéi Prokófiev. Aunque existe la suite orquestal de Revueltas, la versión más conocida e interpretada es la realizada por el director de orquesta austríaco Erich Kleiber que cambió algunos detalles de la orquestación. Uno de sus estrenos tuvo lugar en Nueva York en abril de 1937. Fue criticada y de acuerdo a Contreras Soto llegó a ser modelo para los compositores de cine de Estados Unidos. La música no agradó a Paul Strand. En el mismo año se estrenó en París bajo el título Les revoltès de Alvarado.
Aunque no se sabe la causa exacta de la ruptura entre Carlos Chávez y Silvestre Revueltas, quien siempre se mostraba inconforme, Chávez suprimió el nombre de Revueltas como subdirector de la orquesta el 18 de octubre de 1935 en el programa impreso. Nunca se volvió a programar una obra de Revueltas en la orquesta.

### Liga de Escritores y Artistas Revolucionarios (LEAR)

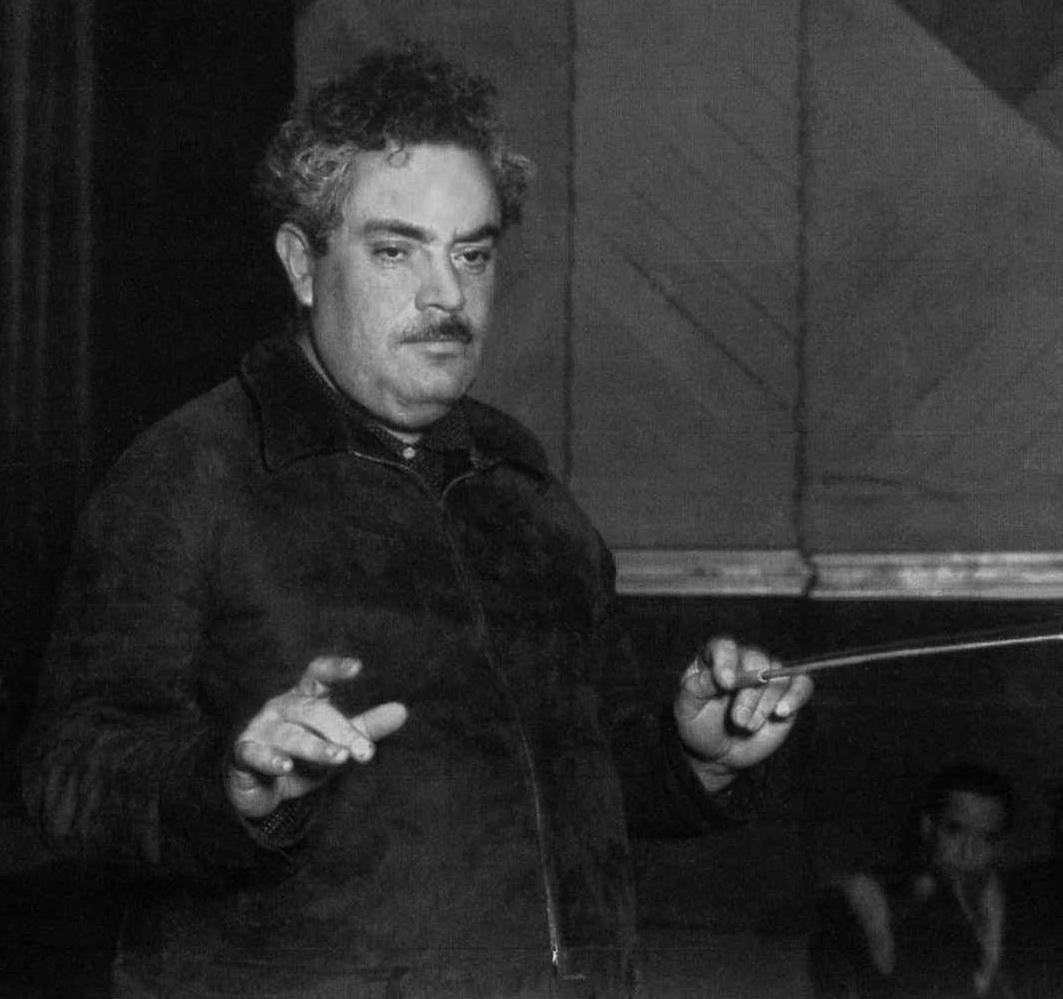
Silvestre Revueltas dirigiendo la Orquesta Sinfónica Nacional, en la Ciudad de México.

La rivalidad de Revueltas con Chávez fue más allá. En 1936, Revueltas fundó una orquesta rival a la de Chávez, la Orquesta Sinfónica Nacional (no confundir con la actual Sinfónica Nacional). El 12 de mayo de ese año se presentó en la segunda temporada de esa orquesta como director, dirigiendo Redes. De acuerdo a Contreras Soto, el público conoció de esta manera la música antes que la película. La Orquesta también ofrecía conciertos para los obreros, como la Sinfónica de México, pero a diferencia de ésta ofrecía conciertos infantiles, y estrenaba obras de compositores que no simpatizaban con Chávez. Las dos orquestas tenían a los mismos músicos.
Uno de los aspectos menos explicados del México posrevolucionario fue que tuvo una fuerte inclinación al socialismo y al comunismo impulsado principalmente por las artes, ya que hubo la posibilidad en una época de dirigirse hacia el socialismo.
En 1936, Revueltas fue nombrado presidente del Comité Ejecutivo de la Liga de Escritores y Artistas Revolucionarios, que luchaba ideológicamente contra el fascismo, el trotskismo y el imperialismo, en defensa del sindicalismo y el estalinismo. Tenía entre sus integrantes a Carlos Pellicer, Eduardo Hernández Moncada, José Pomar y Luis Sandi. Fue la principal organización de los artistas mexicanos de izquierda, que había comenzado a funcionar en 1933 y, de acuerdo a Contreras Soto, sus integrantes atacaban verbalmente a Chávez. Asimismo, Revueltas participaba en la promoción del Partido Comunista Mexicano.
El fusilamiento de Federico García Lorca, ocurrido el 19 de agosto de 1936, y con graves consecuencias para la cultura mundial, conmovió profundamente a Revueltas. Este acontecimiento le inspiró una de sus principales obras, el Homenaje a Federico García Lorca, estrenado en el Palacio de Bellas Artes el 14 de noviembre.

### 1937. Viaje a la España Republicana. Guerra civil española
Un aspecto poco atendido de la historia de México es su participación, no sólo militar sino también cultural, en la guerra civil española. México estuvo representado por la presencia de la LEAR (Liga de Escritores y Artistas Revolucionarios) en 1937, que estaba encabezada por José Mancisidor. El acontecimiento también ha pasado desapercibido en España, ya que contó con escasos testigos intelectuales de importancia. Más bien fue una experiencia compartida entre artistas mexicanos y españoles que emigrarían posteriormente a México, como Otto Mayer Serra y Rodolfo Halffter. Contreras Soto menciona que la causa del interés de los artistas a nivel mundial por el conflicto se debió a que se pensaba que la defensa del gobierno republicano significaba la consolidación de los ideales de la izquierda internacionalista. Los republicanos españoles valoraron grandemente la presencia de los representantes mexicanos. Los únicos gobiernos que apoyaron a los republicanos fueron los del presidente Lázaro Cárdenas y el de la Unión Soviética, en contra de la Alemania Nazi y la Italia fascista que apoyaban a Francisco Franco.
Al no encabezar la Liga, Revueltas no contó prácticamente con recursos económicos para su viaje y trató de buscar la ayuda, mientras hacía escala en Nueva York, de Aaron Copland, quien no se encontraba en la ciudad. Revueltas se embarcó en el MV Britannic. Con él viajaban el joven poeta Octavio Paz, quien iba en calidad de invitado con Elena Garro, Juan de la Cabada y José Chávez Morado, entre otros. El barco llegó a Francia en julio. El 17 del mismo mes, Revueltas llegó a Barcelona con el grupo. Después se trasladaron a Valencia y a Madrid. El 15 de agosto, Revueltas dirigió Caminos y Janitzio a la Orquesta Sinfónica de Valencia en el Teatro Principal de Valencia.
Sin embargo, la abrumadora impresión de la guerra y del sufrimiento del pueblo español apagaron los ánimos del compositor y sus intenciones iniciales. La destrucción de una civilización hicieron considerar inútil cualquier intento de colaborar con una causa noble, así lo escribió en una carta:

Siento mi dolor y mi impotencia estrujarse dentro de mí, sin luz, en desaliento. ¿Qué soy ante esta tragedia? ¿Qué puedo hacer? Me avergüenza ir tranquilamente por la calle. Siento envidia del más humilde de los combatientes. Me agobia el pensamiento de nuestra obra de artistas, llena de vanidad, de presunción. ¡Qué asco, qué tristeza! Cómo es posible no sentirse oprimido, dolorido, pequeño, inútil ante un hombre que muere, un niño, una mujer que lloran. Y de qué puede servirle a ellos, y qué les puede importar una serie de sonidos o líneas...
Silvestre Revueltas, Valencia (España), 19 de julio de 1937

El 13 de septiembre, Revueltas emitió un mensaje por la radio de Madrid convocando a sus camaradas mexicanos:

Camaradas de México, amigos, hermanos de mi entrañable pueblo tan distante en este momento:

Yo quisiera llevar hasta lo hondo de vuestro anhelo, hasta lo íntimo de vuestra esperanza, el dolor erguido y el heroísmo abierto y luminoso de este pueblo español, hermano nuestro... Para construir juntos el futuro limpio y alto de nuestros hijos... Para luchar juntos, denodadamente; en las trincheras, en la cátedra, en el libro, en el poema, contra la oscuridad que sepulta las conciencias; contra la muerte que siembra cadáveres de niños y mujeres... Para cantar juntos el mismo himno de victoria... Me dirijo a vosotros, camaradas de México; trabajadores, estudiantes, compañeros artistas, desde este pueblo augusto de Madrid: pueblo ejemplo, pueblo lección, pueblo luz! ¡Salud!
Silvestre Revueltas, fragmento del mensaje por radio en Madrid, 13 de septiembre de 1937

En septiembre dirigió conjuntamente las orquestas Filarmónica y Sinfónica de Madrid con una respuesta muy entusiasta de la crítica, incluyendo la de Rafael Alberti.
Intentó, sin éxito, conseguir un permiso para viajar a la Unión Soviética, uno de los más grandes anhelos de su vida. En octubre dirigió Redes en Barcelona. Los diferentes integrantes de la Liga fueron regresando progresivamente a México. Revueltas permaneció dos meses en París cuando sus recursos se le agotaban. Cabe mencionar que la experiencia en España no inspiró ninguna obra al autor, con excepción de unos cantos revolucionarios poco conocidos, pero su personalidad se volvería aún más desanimada y pesimista, aunque su personalidad musical adquirió una inmensa profundidad y oscuridad.

### 1938. Regreso a México. «Sensemayá»
De acuerdo con Rosaura Revueltas, a su regreso a México, Revueltas no volvió a gozar del estatus del que había gozado en sus primeros años de compositor. Rosaura afirma que el compositor se fue a vivir a los barrios pobres y con la gente pobre en la Ciudad de México. Continuó con su actividad pedagógica y compositiva, y Rosaura lo visitaba con frecuencia para llevarle dinero, ya que su situación económica era muy lamentable.
Con la ausencia de Revueltas en México, la figura de Chávez se había fortalecido. Revueltas perdió su trabajo en la orquesta, por lo que se consagró exclusivamente a la composición. De esta época data la composición de la tocata orquestal Sensemayá en su versión para gran orquesta. Aunque ya había realizado una versión para pequeña orquesta antes de su viaje a España, es la versión de 1938 la que ha prevalecido como la obra más popular del compositor y ha sido la favorita de los directores de orquesta. Sensemayá es quizá la obra orquestal mexicana de mayor prestigio mundial. Aunque las características musicales de Sensemayá no son mexicanas sino más bien de influencia antillana, es la obra mexicana de concierto más analizada, grabada y tocada, por encima de la Sinfonía India de Carlos Chávez o el Huapango de José Pablo Moncayo. Ha sido grabada e interpretada por directores de gran prestigio como Leopold Stokowski, Leonard Bernstein, Eduardo Mata, Esa-Pekka Salonen o Gustavo Dudamel, entre otros. Las características primitivistas y «salvajes» de Sensemayá, muy relacionadas con la estética de Ígor Stravinski, junto con su gran complejidad interna, sorprendieron a los músicos de todo el mundo, entre ellos Leopold Stokowski quien la calificó como «afortunadamente breve».
Por esta época compone también las Cinco horas y diversa música para cine como El indio y Música para charlar.

### Diario en el sanatorio psiquiátrico
En 1939, Revueltas fue internado en un sanatorio para enfermos mentales debido a una de las tantas crisis alcohólicas que tuvo. Su inmensa soledad y aislamiento hicieron que redactara un diario con sus ideas acerca del amor, la humanidad y la vida, siempre con un carácter pesimista, aparte de la incomprensión que sentía del mundo hacia su propia creación. Según diversos testigos, Revueltas solía alcoholizarse en exceso al terminar una obra, como una forma de liberación de la tensión acumulada en la creación. No se mostraba violento ni agitado al alcoholizarse. De acuerdo con Aaron Copland, Revueltas pasaba días sin comer mientras trabajaba en una partitura y se cerraba completamente del mundo. Las crisis que le resultaban al terminar una creación resultaban en fuertes alcoholismos y en la necesidad de internarlo en sanatorios. El diario representa un valiosísimo documento para comprender la personalidad del compositor. José Revueltas, hermano del compositor, publicó en 1965 varios fragmentos del diario bajo el título Mi vida entre dementes.

Pobre ser humano conmovido; todo lo hace sufrir. Ver los árboles, las casas. Ellos no tiemblan ni sufren. Pero el hombre está desamparado... Solloza todo dentro de uno. Cada nervio es un sollozo tendido, abierto, como un caudal de llanto. Como esos llantos que se oyen de noche, sin remedio. Llanto de niño, llanto de hombre, todo es llanto que nada puede enjugar.

### 1939.«La noche de los mayas»
Revueltas se había asociado con el director de cine Chano Urueta, el productor y argumentista Salvador Novo y el actor cómico Mario Moreno Cantinflas. En este año, Revueltas se dedicó al cine. Los trabajos de Urueta en el cine han sido durante mucho tiempo de pobre opinión de la crítica.
El rodaje de La noche de los mayas se inició el 17 de febrero de 1939. La película no tiene valor fílmico. Terminó con una gran aportación de Gabriel Figueroa en la fotografía en las ruinas de los mayas y la extraordinaria música de Revueltas, la cual se convirtió en una de las obras orquestales más interpretadas del compositor.
De acuerdo a Contreras Soto la partitura de Revueltas es altamente emotiva, dramática y brillante. La noche de los mayas se estrenó el 7 de septiembre de 1939 en el cine Alameda de la Ciudad de México. Durante la composición de la música, Revueltas recibió la noticia de la muerte de su madre, Romana Sánchez Arias. La versión actual de la música de La noche de los mayas es una recopilación de la música de la película, realizada por José Ives Limantour veinte años después de la muerte del compositor, quien la había realizado en forma de sinfonía.
La siguiente partitura fílmica realizada por Revueltas fue Los de abajo, también con la dirección de Urueta y posteriormente ¡Que viene mi marido! (1939). Las dos películas se estrenaron en 1940. Aunque la producción de partituras de cine le ganaron cierta ganancia económica, Revueltas se retiró de la composición fílmica.

### 1940. «La coronela». Muerte

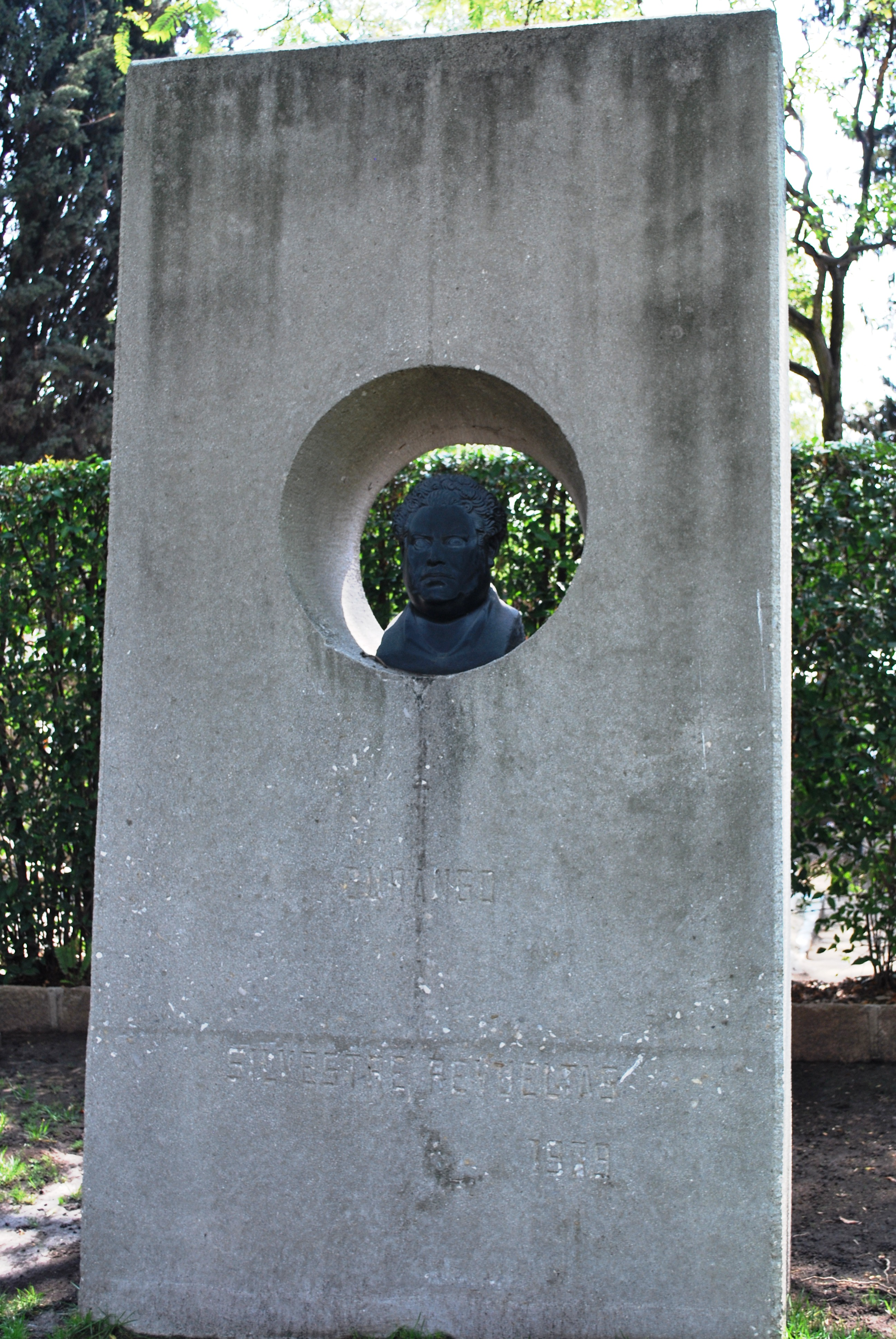
Sepulcro de Silvestre Revueltas en la Rotonda de las Personas Ilustres, en la Ciudad de México.

De acuerdo a Contreras Soto, a principios de 1940 comenzó a surgir un movimiento dancístico en México gracias a las hermanas Campobello, pioneras de la danza moderna, que tenían apoyo del departamento de Bellas Artes, y quienes necesitaban repertorios modernos para la renovación de los repertorios dancísticos. Rodolfo Halffter, que acababa de llegar de España como refugiado, fue uno de los principales promotores de la música para danza en el país. México se estaba quedando rezagado en la composición balletística debido a la falta de apoyos gubernamentales, ya que la composición de ballets era una expresión de la modernidad musical mundial en la primera mitad del siglo XX. Ni que decir de la composición de óperas que no tuvieron ningún apoyo estatal hasta la muerte de Revueltas, razón por la que no hay óperas en el catálogo del compositor.
La propuesta de trabajar para la escena fue altamente motivadora para Revueltas. En mayo de 1940, Revueltas aceptó la propuesta para realizar la música de una coreografía inspirada en los grabados de José Guadalupe Posada. La coronela, su único ballet de grandes proporciones, abriría una nueva etapa en su producción. Para octubre de 1940 el compositor tenía la parte de piano de tres de los cuatro episodios de la coreografía, sin embargo, esta nueva etapa quedó interrumpida con su muerte, mientras se estrenaba en Bellas Artes El renacuajo paseador, otra obra para la escena. Pasaba por un periodo de alcoholismo y tras haber bebido cerveza helada para curárselo, salió a la calle con ropas muy ligeras, cuando regresó a su casa en la Colonia Doctores de la Ciudad de México, ya se hallaba con un cuadro de bronconeumonía. Murió en la madrugada del 5 de octubre de 1940.
Dejó inconcluso el último episodio de La coronela y dejó sin orquestar toda la obra. Se realizó una primera orquestación de La coronela por Candelario Huízar y Blas Galindo, la cual se perdió. La orquestación actual es de Hernández Moncada y Limantour.
Su cuerpo se veló en el Conservatorio Nacional de Música de México.
Silvestre Revueltas fue sepultado en el Panteón Francés. Durante la ceremonia fúnebre, Pablo Neruda leyó su poema A Silvestre Revueltas de México en su muerte.
El 23 de marzo de 1976, sus restos fueron trasladados a la Rotonda de las Personas Ilustres donde reposan en la actualidad.
Con motivo de su temprana muerte Aaron Copland comentó:

Su muerte prematura privó a México de un compositor de gran talento.
Aaron Copland.

## Obra
Compuso música para películas, de cámara, canciones y algunos otros trabajos.
Su música orquestal incluye poemas sinfónicos; el más conocido es Sensemayá (1938), basado en el poema de Nicolás Guillén.
Su lenguaje musical es tonal pero en ocasiones disonante, con vitalidad rítmica, y con frecuencia con un sabor distintivamente mexicano.
Silvestre Revueltas aparece brevemente como un pianista en la película ¡Vámonos con Pancho Villa! (México, 1935), con un cartel sobre el piano que dice: «Se suplica no tirarle al pianista».
Revueltas también compuso la banda sonora de la película.

### Catálogo de obras
| Año     | Obra | Tipo de obra                        |
| ------- | --- | ----------------------------------- |
| 1918    | Adagio | Música de cámara                    |
| 1924    | Tragedia en forma de rábano (no es plagio) | Música solista (piano).             |
| 1924    | El afilador, para violín y piano (versión para septeto de alientos de 1929) | Música instrumental (dúo).          |
| 1924    | Tierra pa’ las macetas | -                                   |
| 1924    | A manera de preludio, para violín y piano | Música instrumental (dúo).          |
| 1926    | Elegía, para voz y piano (perdida) | Música vocal (piano).               |
| 1926    | Batik, para orquesta de cámara | Música de cámara                    |
| 1929    | Pieza para orquesta | Música orquestal                    |
| 1929    | Pieza para doce instrumentos | Música instrumental (conjunto).     |
| 1929    | Cuatro pequeños trozos, para dos violines y violonchelo | Música instrumental (trío).         |
| 1930    | Cuarteto de cuerda n.º 1 | Música de cámara (cuarteto).        |
| 1931    | Canción (1931/1939), para cámara | Música de cámara                    |
| 1931    | Dúo para pato y canario, para canto y pequeña orquesta | Música vocal (orquesta).            |
| 1931    | Cuarteto de cuerda n.º 2 (Magueyes) | Música de cámara (cuarteto).        |
| 1931    | Cuarteto de cuerda n.º 3 | Música de cámara (cuarteto).        |
| 1931    | Ventanas, para orquesta | Música orquestal                    |
| 1931    | Esquinas, poema sinfónico (2.ª versión de 1933) | Música orquestal (poema sinfónico). |
| 1931    | Madrigal, para orquesta de cámara | Música orquestal (cámara).          |
| 1931    | Ranas, para voz y piano (hay una versión de 1932, para voz y conjunto instrumental) | Música vocal (piano).               |
| 1931    | Cuauhnáhuac, poema sinfónico (hay 2.ª vers. 1932, para orquesta), para orquesta de cuerdas | Música orquestal (poema sinfónico). |
| 1932    | Colorines, poema sinfónico | Música orquestal (poema sinfónico). |
| 1932    | El tecolote, para voz y piano | Música vocal (piano).               |
| 1932    | Tres piezas para violín y piano | Música instrumental (dúo).          |
| 1932    | Cuarteto n.º 4 «Música de feria» | Música de cámara (cuarteto).        |
| 1932    | Alcancías, poema sinfónico | Música orquestal (poema sinfónico). |
| 1932    | Parián, para soprano, coro y orquesta | Música orquestal                    |
| 1933    | Toccata (sin fuga), para violín y orquesta | Música orquestal (concertante).     |
| 1933    | Troka, el poderoso, para orquesta | Música orquestal                    |
| 1933    | 8 × radio, para conjunto instrumental | Música instrumental (conjunto).     |
| 1933    | Janitzio (hay una segunda versión, de 1936), para orquesta | Música orquestal                    |
| 1933/36 | El Renacuajo Paseador (hay una segunda versión, de 1936), ballet pantomima para marionetas (títeres) | Música de ballet                    |
| 1934    | Caminos, poema sinfónico | Música orquestal (poema sinfónico). |
| 1934    | Danza geométrica (planos), para orquesta | Música orquestal                    |
| 1934    | Planos, para conjunto instrumental | Música instrumental (conjunto).     |
| 1934-35 | Música para la película Redes (originalmente denominada Pescados); hay suite del mismo Revueltas | Música de película                  |
| 1935    | Música para la película ¡Vámonos con Pancho Villa! | Música de película                  |
| 1935    | Redes (suite del director austriaco Erich Kleiber, 1890-1956), para orquesta | Música orquestal                    |
| 1935-36 | Homenaje a Federico García Lorca, para pequeña orquesta | Música orquestal (cámara).          |
| 1936    | Música para la película Caminos (reorquestación de la obra sinfónica homónima, 1933) | Música de película                  |
| 1936    | Amiga que te vas, para voz y piano | Música vocal (piano).               |
| 1936    | Porras, para coro (voz hablada) y pequeña orquesta | Música vocal (orquesta)             |
| 1937    | Caminando (hay versión para 2 voces y conjunto instrumental), para barítono y piano | Música vocal (piano).               |
| 1937    | Sensemayá, canto para matar a una culebra, poema sinfónico (hay versión orquestal de 1938), para orquesta de cámara | Música orquestal (poema sinfónico). |
| 1937    | No sé por qué piensas tú..., para conjunto instrumental y barítono | Música instrumental (conjunto).     |
| 1938    | First little serious piece, para conjunto instrumental | Música instrumental (conjunto).     |
| 1938    | Second little serious piece | Música de cámara                    |
| 1938    | Orquestación de música partisana: Un canto de guerra para los frentes populares | Música orquestal                    |
| 1938    | Orquestación de música partisana: Hacia la vida (Shostakovich) | Música orquestal                    |
| 1938    | Escenas infantiles, para pequeña orquesta | Música orquestal (cámara).          |
| 1938    | Música para la película La bestia negra | Música de película                  |
| 1938    | Música para la película El indio | Música de película                  |
| 1938    | Música para la película Ferrocarriles de Baja California (dirigida en concierto por Revueltas bajo el nombre Música para charlar, y editada en forma de suite, como Paisajes, por el director austriaco Erich Kleiber, 1890-1956) | Música de película                  |
| 1938    | Canto de una muchacha negra, para voz y piano | Música vocal (piano).               |
| 1938    | Canciones de García Lorca [7 canciones], para canto y piano | Música vocal (piano).               |
| 1938    | Canto ferrocarrilero, coro masculino a cuatro voces (2 tenores, un barítono, un bajo) | Música vocal (coro a 4 voces)       |
| 1938-39 | Itinerarios, para orquesta | Música orquestal                    |
| 1938-39 | Cinco canciones de niños y dos canciones profanas, para voz y piano | Música vocal (piano).               |
| 1939    | Música para charlar (paisajes), para pequeña orquesta | Música orquestal (cámara).          |
| 1939    | Tres sonetos (hora de junio), para conjunto instrumental y narrador | Música instrumental (conjunto).     |
| 1939    | Música para la película El signo de la muerte | Música de película                  |
| 1939    | La noche de los mayas (suite realizada por José Yves Limantour) | Música orquestal                    |
| 1939    | Música para la película La noche de los mayas | Música de película                  |
| 1939    | Allegro (ostinato), para piano solo | Música solista (piano).             |
| 1939/40 | La coronela, ballet (inconcluso) | Música de ballet                    |
| 1940    | Este era un rey, música para teatro para conjunto instrumental (inconcluso) | Música de teatro                    |
| 1940    | Música para la película ¡Que viene mi marido! | Música de película                  |
| 1940    | Música para la película Los de abajo | Música de película                  |
| 1940    | Música para la película Mala Yerba | Música de película                  |